# Лоцкинська сільська громада
Лоцкинська сільська об'єднана територіальна громада — колишня об'єднана територіальна громада в Україні, в Баштанському районі Миколаївської області. Адміністративний центр — селище Лоцкине.
Утворена 13 серпня 2018 року шляхом об'єднання Лоцкинської та Новоолександрівської сільських рад Баштанського району.
15 квітня 2020 року Кабінет Міністрів України затвердив перспективний план формування територій громад Миколаївської області, в якому Лоцкинська ОТГ відсутня, а Лоцкинська та Новоолександрівська сільські ради включені до Інгульської ОТГ.

## Населені пункти
До складу громади входять 3 населених пункти: село Новоолександрівка та селища Лоцкине і Перемога.